# Barberinijev Favn
Barberinijev Favn, tudi Fauno Barberini ali Pijani Satir je marmorni kip v naravni velikosti (visok 215 cm), ki se nahaja v Glyptoteki v Münchnu v Nemčiji. Favn je rimska različica grškega Satira. V grški mitologiji so bili satiri človeku podobni moški gozdni bogovi z več živalskimi značilnostmi, pogosto s kozjim repom, kopiti, ušesi ali rogovi. Satiri so spremljali Dioniza.

## Zgodovina
Kip je izklesal neznani helenistični kipar pergamonske šole v poznem tretjem ali zgodnjem drugem stoletju pred našim štetjem ali pa je rimska kopija visoke kakovosti, čeprav je današnjo obliko dalo vrsta restavratorjev v Rimu, ki se konča z Vincenzom Pacettijem.  Kip je bil najden v 1620-ih v jarku pod Angelskim gradom (italijansko Castel Sant'Angelo) v Rimu, ki je bil v antiki Hadrijanov mavzolej. Delo na fortifikaciji je opravil Barberinijev, papež Urban VIII. leta 1624. Kipar je njegov prvi dokumentirani videz potrdil z obnovo 6. junija 1628, ko je že pripadal papeževemu nečaku, kardinalu Francescu Barberiniju.  Ko je bil odkrit, je bil kip močno poškodovan; ni bilo desne noge, delov obeh rok in delov glave. Zgodovinar Procopij je zapisal, da so ob obleganju Rima leta 537 branilci vrgli na Gote kipe, ki so obkrožali Hadrijanov mavzolej in Johann Joachim Winckelmann je špekuliral, da kraj odkritja in stanje kipa nakazujeta, da je bil tak projektil. 
Splošno je bilo znano, da je kardinal Maffeo Barberini naročil  Berniniju, da obnovi kip, »vendar ni dokazov o tem, da je bil Bernini na kakršenkoli način vpleten v kip«, sta po pregledu dokumentacije in literature opazila Francis Haskell in Nicholas Penny leta 1981. Obnove, najprej v štuku, sta leta 1679 izdelala Giuseppe Giorgetti in Lorenzo Ottoni, ki sta restavrirala antično levo nogo in zagotovila natančno podporno strukturo, ki je ilustrirana v Paola Alessandra Maffeija Raccolta di statua (1704) ; v osemnajstem stoletju je bila obnovljena v marmorju desna noga in še enkrat s Pacetijem leta 1799. (Skulptura je prikazana danes brez obnovljene viseče leve roke.)
Te restavracije Barberinijevega Favna so povečale seksualni vidik kipa. Zaradi tega je kip dobil ugled kot primer erotične umetnosti. Golota v grški umetnosti ni bila nič novega; vendar je očitna seksualnost tega dela najbolj zanimiva za oči v dvajsetem stoletju. Njegove brezobzirno razširjene noge se osredotočajo na njegove genitalije. Vsi gledalci ne vidijo Favna tako nespodobnega: Barberinijev Favn je bil reproduciran v Nymphenburškem porcelana v 1830-ih.
Kip je bil razstavljen v Palazzo Barberini v Rimu, dokler leta 1799 ni bil prodan kiparju in restavratorju Vincenzu Pacettiju. Pacetti ga je ponudil različnim angleškim in francoskim strankam, vključno z Lucienom Bonapartejem. Barberini je vložil tožbo za razglasitev ničnosti prodaje in sčasoma prodal Favna na velikem javnem natečaju in prepovedi izvoza, ki sta ga  močno podpirala starinarja Carlo Fea in Antonio Canova – Ludviku, bavarskemu prestolonasledniku. Ludvik je načrtoval posebno sobo v Glyptoteki, ki jo je zasnoval arhitekt Leo von Klenze, preden je bil nakup dokončan in razstavljen do leta 1827. Glyptoteka je bila odprta leta 1830 za namestitev Ludvikove zbirke kipov.
Edmé Bouchardon je na francoski akademiji v Rimu leta 1726 izdelal marmornato kopijo. Kardinal Barberini je želel, da bi ga obdržali s starinskim izvirnikom. Bouchardonov Barberinijev Favn je prispel v Francijo leta 1732 in bil zelo občudovan. Leta 1775 ga je duc de Chartres kupil za svoj vrtni načrt v Parc Monceau. Zdaj je v muzeju Louvre.
Kopija kiparja Eugène-Louis Lequesne je bila narejena v Franciji leta 1846. Zdaj se nahaja v École nationale supérieure des Beaux-Arts. 
Pozlačena kopija je vključena med številne druge replike klasičnih skulptur, ki krasijo veliko kaskado, ki se spušča iz hrbta poletne palače Petra Velikega, Petergof, zunaj Sankt Peterburga, Rusija.